# 调元镇
调元镇，是中华人民共和国四川省德阳市罗江区下辖的一个乡镇级行政单位。

## 行政区划
调元镇下辖以下地区：
场镇社区、团堆村、临江村、酒垭村、花龙村、三鱼村、红安村、百花村、顺河村和双埝村。